# Château Bigot
Pour les articles homonymes, voir Bigot.

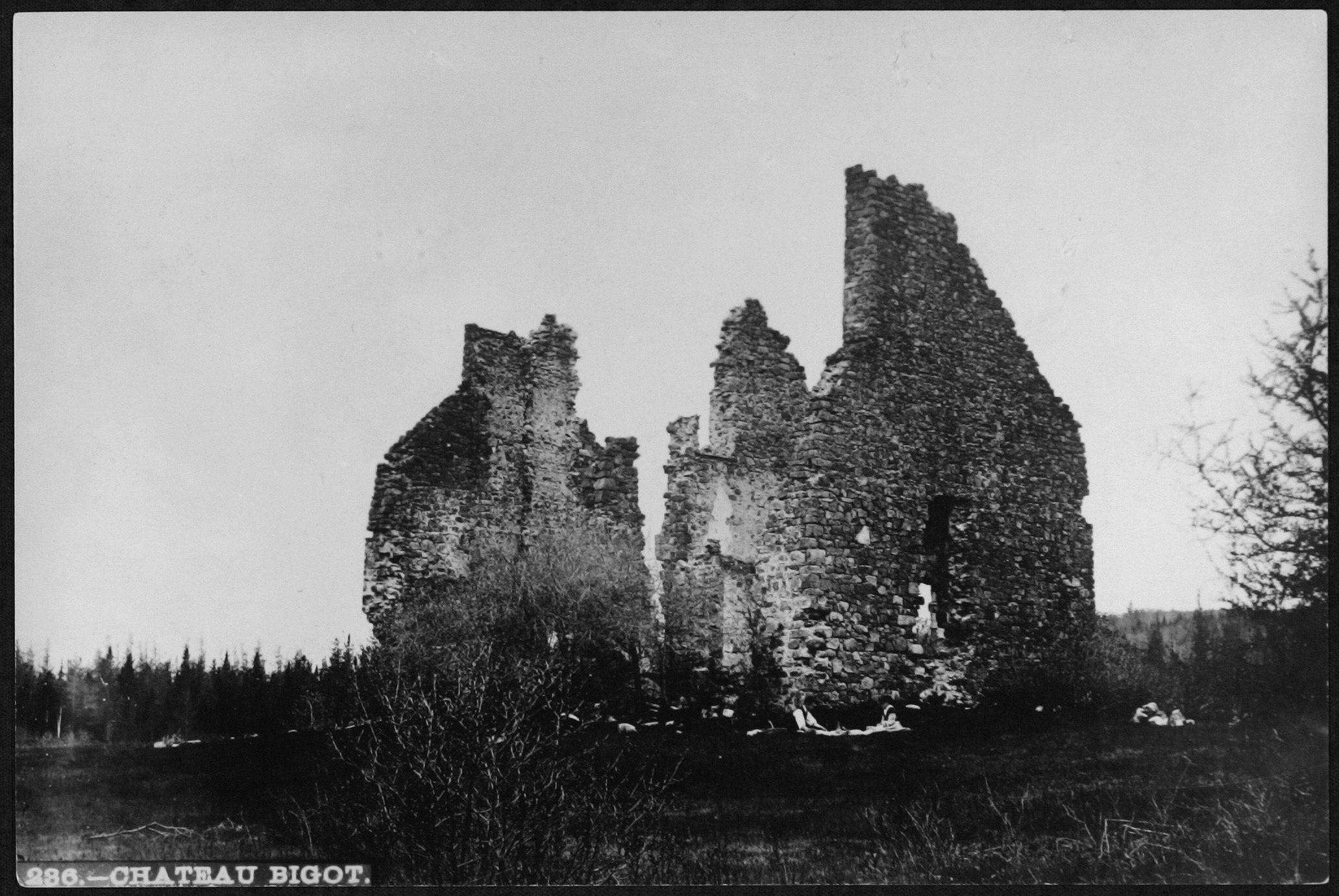
Les ruines du bâtiment vers 1900.

Le château Bigot, aussi désigné sous les noms de Beaumanoir ou d'Hermitage, est un manoir construit en 1718 en tant que résidence d'été de l'intendant de la Nouvelle-France. Détruit au XXe siècle, il était situé au nord de la seigneurie de Notre-Dame-des-Anges (aujourd'hui au nord du quartier Bourg-Royal, à Québec).

## Histoire
La construction du bâtiment est financé par l'intendant Michel Bégon de la Picardière. La famille Bégon le détient jusqu'en 1753. Il changera ensuite plusieurs fois de propriétaire, et ce jusqu'à son abandon vers 1850. Dans les années 1870, les ruines du manoir inspirent deux romans : L'Intendant Bigot (1872) de Joseph Marmette et The Golden Dog (1877) de William Kirby, où ce lieu est le théâtre des amours illicites de l'intendant François Bigot. Situé au bord de la rivière des Commissaires, c'est un lieu à la fois champêtre mais aussi intrigant pour les visiteurs. En 1909, le dernier mur de pierre qui subsistait est démantelé.
Des fouilles archéologiques sont réalisées en 1979 et 1980 alors qu'un quartier résidentiel est en construction sur ces lieux. Propriétaire du terrain depuis 1944, Albert Potvin fait construire sa demeure avec les ruines du château (maintenant le 1287, rue du Vice-Roi).

## Hommages
Le chemin Château-Bigot a été nommé en l'honneur de ce bâtiment, une première fois en 1964 et une nouvelle fois en 1986 dans l'ancienne ville de Charlesbourg, maintenant dans la ville de Québec. 